# Dinskaya
Dinskaya (del ruso: Динска́я) es una stanitsa, centro administrativo del raión de Dinskaya del krai de Krasnodar del sur de Rusia. Está situada a orillas del río Kochety, afluente del río Kirpili, 25 km al nordeste de Krasnodar, la capital del krai. Es centro asimismo del municipio Dinskoye. Tenía 34 848 habitantes en 2010.
Es la tercera stanitsa más grande del krai, tras Kanevskaya y Leningrádskaya. A su municipio pertenece Ukrainski.

## Historia
La historia de la stanitsa se inicia en 1794, cuando se fundaron los primeros cuarenta asentamientos cosacos en la región del Kubán. Los cosacos del Mar Negro que se asentaron aquí llamaron al asentamiento (al sur del actual emplazamiento) por su lugar de origen a orillas del Don, Dinskoye. En 1807 fue trasladado al lugar actual y en 1842 recibió el estatus de stanitsa y su nombre actual. La relevancia comercial creció en 1888 con la construcción de una estación del ferrocarril del Cáucaso Norte (en el tramo entre Tijoretsk y Yekaterinodar).
En la Gran Guerra Patria fue ocupada por la Wehrmacht de la Alemania Nazi en agosto de 1942 y liberada por el Ejército Rojo de la Unión Soviética el 11 de febrero de 1943.

## Demografía
| 1875  | 1900  | 1959   | 1970   | 1979   | 1989   | 2002   | 2010   | 2021   |
| ----- | ----- | ------ | ------ | ------ | ------ | ------ | ------ | ------ |
| 3 500 | 8 000 | 11 180 | 22 393 | 26 518 | 30 873 | 34 132 | 34 848 | 36 576 |

## Economía y transporte
La stanitsa es centro de una importante región agrícola. Hay una serie de empresas dedicadas al procesamiento de productos agrícolas (fábrica de azúcar, envasado de conservas, una fábrica de dulces - Yúzhnaya Zvezda, Южная Звездаy- y un gran matadero - Dinskói, Динской).
Dinskaya está en la línea de ferrocarril Volgogrado-Tijoretsk- Krasnodar-Novorosisk-Sochi. La autopista M4 (Moscú-Rostov-Novorosisk) pasa al nordeste de la stanitsa.